# Добрица (приток Луха)
Добрица — река в России, протекает в Пучежском и Лухском районах Ивановской области. Устье реки находится в 189 км по левому берегу реки Лух. Длина реки составляет 57 км, площадь водосборного бассейна — 613 км².
Исток реки находится у деревни Адюшкино в 26 км к северо-западу от Пучежа. Верхнее течение реки расположено в Пучежском районе, среднее и нижнее — в Лухском. Река течёт на запад и юго-запад, долина реки плотно заселена, по берегам расположены многочисленные деревни и сёла, крупнейшее из которых — село Благовещенье. Впадает в Лух у деревни Горки ниже одноимённого посёлка.

## Притоки (км от устья)
- река Чичерка (лв)
- река Дорожайка (лв)
- руч. Разводный (пр)
- 35 км: река Порздня (лв)
- 41 км: река Мазница (пр)
- река Манех (лв)

## Данные водного реестра
По данным государственного водного реестра России относится к Окскому бассейновому округу, водохозяйственный участок реки — Клязьма от города Ковров и до устья, без реки Уводь, речной подбассейн реки — бассейны притоков Оки от Мокши до впадения в Волгу. Речной бассейн реки — Ока.
Код объекта в государственном водном реестре — 09010301112110000033693.